# Platylomalus arrowi
Platylomalus arrowi är en skalbaggsart som beskrevs av Yves Gomy 1983. Platylomalus arrowi ingår i släktet Platylomalus och familjen stumpbaggar. Inga underarter finns listade i Catalogue of Life.